# Phùng Chí Kiên
Phùng Chí Kiên (18 tháng 5 năm 1901 - 22 tháng 8 năm 1941), là một nhà lãnh đạo quân sự và là chính trị gia người Việt Nam. Ông là vị tướng được truy phong đầu tiên của Quân đội nhân dân Việt Nam theo Sắc lệnh số 89/SL – Sắc lệnh phong tướng đầu tiên của Nhà nước – được ký bởi Chủ tịch Hồ Chí Minh ngày 23 tháng 9 năm 1947. Ông nguyên là Ủy viên Thường vụ Ban Chấp hành Trung ương Đảng Cộng sản Việt Nam khoá I, phụ trách công tác quân sự của Đảng.
Ông là người chỉ huy quân sự đầu tiên của Đảng Cộng sản Việt Nam, đã có nhiều đóng góp cho cách mạng Việt Nam trong chặng đường đầu tiên trước Cách mạng Tháng Tám năm 1945.

## Tiểu sử
Tướng Phùng Chí Kiên, tên khai sinh là Nguyễn Vỹ, còn có tên khác là Mạnh Văn Liễu, sinh năm 1901 tại làng Mỹ Quan, tổng Vạn Phần (nay là xã Diễn Yên), huyện Diễn Châu, tỉnh Nghệ An.
Tuy nhà nghèo, nhưng ông vẫn được cha mẹ cho đi học sớm.
Năm 1925, Phùng Chí Kiên ra làm thuê cho một thương nhân người Hoa ở ga Yên Lý, thuộc huyện Diễn Châu, nằm trên tuyến đường sắt Hà Nội-Sài Gòn.

## Hoạt động tại nước ngoài

### Thời kỳ tại Trung Quốc 1925-1927
Thời kỳ 1925-1927, Tổng bộ Việt Nam Thanh niên Cách mạng Đồng chí Hội ở Quảng Châu (Trung Quốc) đã cử Hội viên về Nghệ Tĩnh hoạt động. Nhiều thanh niên, học sinh được đưa sang Quảng Châu học tập.
Tháng 10 năm 1926, Phùng Chí Kiên cùng một số Hội viên được giới thiệu sang Quảng Châu, dự lớp huấn luyện đầu tiên do Nguyễn Ái Quốc tổ chức rồi vào học Trường Quân sự Hoàng Phố.
Năm 1927, Tưởng Giới Thạch khủng bố cộng sản, nhà trường bị đóng cửa. Phùng Chí Kiên cùng với một số cán bộ Việt Nam gia nhập quân cộng sản và tham gia Khởi nghĩa Quảng Châu (ngày 12 tháng 12 năm 1927) do Đảng Cộng sản Trung Quốc lãnh đạo, làm Đại đội trưởng Hồng quân công nông Trung Quốc. Cuộc bạo động thất bại, quân cách mạng rút về xây dựng khu Xô viết ở hai huyện Hải Phong và Lục Phong.
Ông gia nhập Đảng Cộng sản Việt Nam năm 1930.

### Sang Liên Xô
Tháng 2 năm 1931, được sự giới thiệu của Nguyễn Ái Quốc, Phùng Chí Kiên sang học trường đại học Phương Đông của Quốc tế cộng sản. Nhưng khi đến Mãn Châu, ông bị phát xít Nhật bắt giam gần một năm. Ra tù, Phùng Chí Kiên đổi tên là Can rồi tiếp tục lên đường sang Liên Xô học.
Từ năm 1933 đến năm 1934, ông học tại Trường Đại học Lao động Cộng sản Phương Đông ở Moskva.

## Thời kỳ khôi phục và phong trào dân chủ
Năm 1934, ông về Hương Cảng, tham gia Ban lãnh đạo hải ngoại của Đảng Cộng sản Đông Dương, cùng Lê Hồng Phong và Hà Huy Tập chuẩn bị triệu tập Đại hội đại biểu toàn quốc Đảng Cộng sản Đông Dương lần thứ nhất tổ chức tại Áo Môn (Trung Quốc) vào năm 1935; được Đại hội bầu vào Thường vụ Ban Chấp hành Trung ương phụ trách công tác Đảng ở nước ngoài.
Năm 1936, Phùng Chí Kiên về Sài Gòn hoạt động cùng Hà Huy Tập trực tiếp chỉ đạo phong trào cách mạng ở Đông Dương theo Nghị quyết Hội nghị lần thứ VII của Quốc tế cộng sản và Nghị quyết hội nghị Ban chấp hành Trung ương Đảng ngày 16/7/1936, nhằm đòi tự do dân chủ, cơm áo và hoà bình.
Năm 1937, Phùng Chí Kiên sang Hương Cảng công tác với tấm thẻ căn cước mang tên Phùng Nguôn Vĩnh, sau bị cảnh sát Anh bắt và trục xuất.
Năm 1938, Phùng Chí Kiên tham gia Ban lãnh đạo hải ngoại của Đảng Cộng sản Đông Dương và xuất bản báo Đồng thanh ở Côn Minh (Trung Quốc).

## Biên giới Việt-Trung
Đầu năm 1940, Phùng Chí Kiên hoạt động với Nguyễn Ái Quốc ở Côn Minh và nhiều lần đưa Nguyễn Ái Quốc đến các nơi như Mông Tự, Nghi Lương, Khai Viễn, Chi Thôn... thuộc tỉnh Vân Nam.
Tháng 6 năm 1940, Phùng Chí Kiên cùng Nguyễn Ái Quốc về Tĩnh Tây, một thị trấn thuộc tỉnh Quảng Tây giáp biên giới Trung Quốc-Việt Nam để chuẩn bị về nước khi có thời cơ.
Cuối năm 1940, ông tham gia huấn luyện 40 cán bộ cốt cán của Việt Nam tại Quảng Tây (Trung Quốc).

## Hoạt động ở trong nước

### Về Việt Nam
Ngày 28 tháng 1 năm 1941, Phùng Chí Kiên cùng Hồ Chí Minh về Pác Bó, tỉnh Cao Bằng. Ông tổ chức các lớp huấn luyện, đào tạo cán bộ Việt Minh cho các tỉnh Cao Bằng, Bắc Kạn, Lạng Sơn và các tỉnh miền xuôi. Ông tham dự Hội nghị Trung ương lần thứ 8 (tháng 5 năm 1941) do Nguyễn Ái Quốc chủ trì và được bầu vào Ban Chấp hành Trung ương; được cử trực tiếp tổng chỉ huy Khu căn cứ Bắc Sơn, thành lập và chỉ huy trưởng Đội Cứu quốc quân 1, tham gia khởi nghĩa Bắc Sơn.

### Chống càn và tử trận
Cuối tháng 6 năm 1941, chính quyền thực dân Pháp huy động tới 4.000 quân , tổ chức thành ba mũi tấn công mở cuộc càn quét lớn vào khu căn cứ nhằm tiêu diệt cơ quan đầu não của Việt Minh và lực lượng vũ trang mới hình thành. Các cơ sở bí mật của Trung ương Đảng và Cứu quốc quân bị uy hiếp nghiêm trọng. Trong cuộc họp khẩn cấp tại Khuổi Nọi (xã Vũ Lễ), Ban chỉ huy Cứu quốc quân quyết định cử một tổ bảo vệ và dẫn các cán bộ lãnh đạo Trung ương Đảng Cộng sản qua Tràng Xá về xuôi an toàn.
Phùng Chí Kiên chỉ huy đội Cứu quốc quân Bắc Sơn chiến đấu, phá một số trận càn lớn của Pháp. Do chênh lệch lực lượng và vũ khí, Ban lãnh đạo căn cứ Bắc Sơn-Võ Nhai quyết định để lại một tiểu đội chặn đối phương, còn hai tiểu đội phá vòng vây, rút lên Cao Bằng để bảo toàn lực lượng.
Ngày 19 tháng 8 năm 1941, cánh quân của Phùng Chí Kiên và Lương Văn Tri qua Pò Kép (châu Na Rì, Bắc Kạn) thì bị đối phương phục kích nhưng thoát được.
Ngày 21 tháng 8 năm 1941, đơn vị lại bị phục kích và bị bao vây tại xã Bằng Đức trên đường đi Cao Bằng. Lương Văn Tri bị thương rồi hy sinh. Mặc dù bị thương nặng, Phùng Chí Kiên vẫn bắn chặn quân đối phương để đồng đội thoát khỏi vòng vây. Khi bắn hết viên đạn cuối cùng, ông bị đối phương bắt. 
Ngày 22 tháng 8 năm 1941, đối phương chặt đầu ông rồi đem cắm ở đầu cầu Ngân Sơn để hòng uy hiếp tinh thần cán bộ, nhân dân địa phương.

## Tưởng nhớ
Ngày 23 tháng 9 năm 1947, ông được phong hàm tướng theo Sắc lệnh 89/SL.
Năm 1990, một phần hài cốt của ông được đưa từ Bắc Kạn về Nghĩa trang Mai Dịch - Hà Nội. Tháng 5/2008, một phần hài cốt (phần đầu) ông do nhân dân huyện Ngân Sơn mai táng trước đây, đã được tìm thấy tại tiểu khu 1, Vân Tùng, Ngân Sơn, Bắc Kạn. Tuy nhiên một thời gian sau, cơ quan truyền thông đưa tin kết quả giám định đó không phải là hài cốt của ông mà là mảnh sành vụn và xương lợn. Trong buổi giao lưu trực tuyến "Sự thật về nhà ngoại cảm" tại trụ sở Báo Năng lượng Mới - PetroTimes sáng ngày 1 tháng 11 năm 2013, người thân liệt sĩ Phùng Chí Kiên rơi lệ xin lỗi nhà ngoại cảm Phan Thị Bích Hằng.
Năm 1994, liệt sĩ Phùng Chí Kiên được truy tặng Huân chương Chiến công hạng ba. Hơn 62 năm sau ngày mất, tháng 11 năm 2003, ông được Chính phủ Việt Nam và Đảng Cộng sản Việt Nam ra quyết định phong là Sĩ quan quân đội cấp tướng.
Tên của ông đã được đặt cho các con đường ở Hà Nội, Vinh, Đồng Hới, Huế, Thái Nguyên, Đà Nẵng, Hải Dương, Lào Cai và Lạng Sơn.
Năm 2010, Khu lưu niệm Phùng Chí Kiên đã được xây dựng xã Diễn Yên, huyện Diễn Châu, tỉnh Nghệ An và đến ngày 23 tháng 8 năm 2011 được Bộ Văn hóa, Thể thao và Du lịch xếp hạng di tích lịch sử cấp quốc gia.

## Dòng họ Tướng Phùng Chí Kiên
Tướng Phùng Chí Kiên tên thật là Nguyễn Vỹ, là người đầu tiên của quân đội nhân dân Việt Nam được Chủ tịch Hồ Chí Minh truy phong là tướng quân năm 1947, trước cả đại tướng Võ Nguyên Giáp.
Nếu không sớm hy sinh, rất có thể Ông là 1 danh tướng của nước Việt Nam thời hiện đại.
Theo bác sỹ Nguyễn Đình Bình, Tộc trưởng họ Nguyễn Đình tại xã Diễn Yên, huyện Diễn Châu, tướng Phùng Chí Kiên là hậu duệ Dòng họ Nguyễn Đình Thái sư Cương Quốc Công Nguyễn Xí . 
Cụ Nguyễn Đình Liêu, người từ huyện Nghi Xuân, Hà Tĩnh đến định cư ở đây, là cụ tổ chi nhánh của tướng Phùng Chí Kiên  .